# Страховий захист
Страховий захист (англ. insurance protection) — економічні, перерозподільчі відносини, які складаються в процесі запобігання, подолання і відшкодування збитків, заподіяних конкретним об'єктам: матеріальним цінностям юридичних і фізичних осіб, життю і здоров'ю громадян і т.п.